# Дальнєрєченськ
Дальнєрєченськ (рос. Дальнереченск), раніше Іман (заст. укр. Імань, рос. Иман, кит.: 伊曼; піньїнь: Yīmàn) — місто в Росії, адміністративний центр Дальнєрєченського району Приморського краю.
Належить до поселень Зеленого Клину.

## Географія
Місто розташоване в долинах річок Уссурі, Велика Уссурка і Малинівка, які з'єднуються в межах міста. Знаходиться неподалік від відрогів Сіхоте Алінь та Сальської сопки — згаслого вулкана. Відстань до Владивостока 430 км.

## Історія
Засноване козаками як станиця Графська (рік заснування — 1859) на честь графа М. М. Муравйова-Амурського
З 1897 по 1972 років місто називалося Імань (за назвою річки на якій знаходилась, нині Велика Уссурка). Статус міста з 1917 року. Перейменовано в результаті кампанії з ліквідації китайських назв на Далекому Сході, що стала наслідком радянсько-китайського збройного конфлікту на острові Даманський.
У 1909—1926 роках — центр повіту, який заселювався з кінця ХІХ — початку ХХ ст. переважно українськими селянами. У 1917—1922 роках місто було одним із центрів українського національного руху на Приморщині. З весни 1917 року в Імані діяла Іманська Українська Громада, з листопада 1918 року — Іманська Українська Окружна Рада, в 1920—1921 роках — Український Національний Комітет, в 1920—1922 роках — відділ Українського Далекосхіднього крайового кооперативу «Чумак».
Під час переведення політики українізації (1931—1932) Імань — центр Калінінського українського національного району. В цей період на українську мову були переведені Іманський педтехнікум та Іманська радпартшкола, у місті виходила частково українською мовою районна газета «Борьба».

## Населення
За даними 2009 року населення становило 27,9 тис. осіб.
За переписом населення 1989 року в місті мешкало 32,5 тис. осіб. З них українців — 3213, (9,9 %), з яких рідною мовою визнали українську 605 осіб, або 18,9 %. За переписом 1989 року Дальнєреченськ — центр району з найбільшою в Приморському краї часткою українського населення (23,3 %).
За переписом населення 1926 року в місті проживало 4914 особи. В тому числі українців — 42,2 %, росіян — 37,6 %, близько 20 % — корейців та китайців.

## Економіка
У місті розвинені деревообробна й харчова промисловість.

## Пам'ятки
- Меморіальні комплекси прикордонникам, загиблим при захисті державного кордону СРСР.
- Меморіальний комплекс прикордонникам, полеглим 2 березня 1969 на острові Даманський
- Етнографічний комплекс «Витоки Дальнєрєчья», що включає каплицю на березі річки Уссурі.
- «Меморіал слави»
- «Музей оборонних споруд 109 укріпрайону».
- Монумент «Девіз — Клятва».